# Chris Baird
Christopher Patrick "Chris" Baird (Ballymoney, 25 de fevereiro de 1982) é um ex-futebolista norte-irlandês que atuava como defensor.

## Seleção nacional
Baird fez parte do elenco da Seleção Norte-Irlandesa de Futebol da Eurocopa de 2016.